# Điện thoại thông minh mô đun

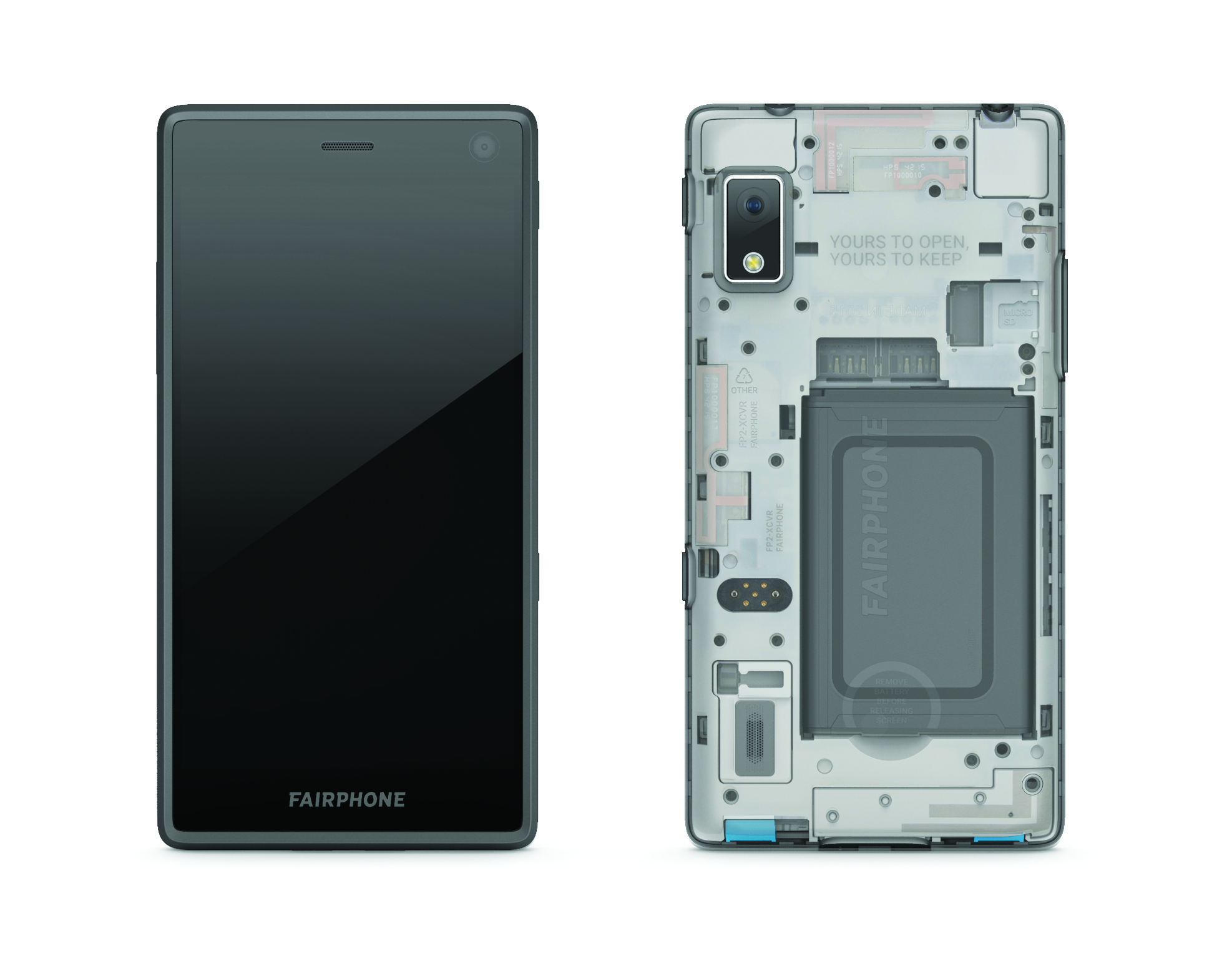
Mặt trước và sau của một chiếc Fairphone 2 với phần vỏ trong suốt, cho thấy thiết kế mô đun. Các bộ phận khác nhau được đánh dấu trong bức ảnh được ghi chú.

Một chiếc điện thoại thông minh mô đun là một điện thoại thông minh được sản xuất từ các bộ phận khác nhau có thể được nâng cấp hoặc thay thế một cách độc lập theo kiểu thiết kế mô đun. Cách làm này nhằm mục tiêu giảm chất thải điện tử, giảm chi phí sửa chữa và tăng mức độ hài lóng của người dùng.
Thành phần quan trọng nhất là bo mạch chủ, là nơi mà các bộ phận khác (như máy ảnh hay pin) được gắn vào. Chúng được đóng thành các mô đun dễ tháo lắp có thể được thay thế khi cần mà không cần phải làm lại các mối hàn. Các thành phần có thể được mua từ các cửa hàng phần cứng nguồn mở.

## Lịch sử
Các loại máy tính để bàn với các cây riêng biệt có thể dễ dàng tráo đổi các bộ phận như ổ đĩa cứng, bộ nhớ và card đồ họa. Trong số các thiết bị di động ban đầu, chiếc PDA Handspring Visor có một cổng Springboard Expansion Slot cho phép chiếc máy sử dụng được các chức năng như điện thoại, GPS, modem hay máy ảnh - nhưng chỉ được một chức năng một lúc. Công ty khởi nghiệp Modu của Israel đã tạo ra một lõi kết hợp điện thoại+màn hình có thể được thêm vào nhiều loại vỏ khác nhau, cho phép thiết bị kết nối và sử dụng được cái tính năng như bàn phím hay máy ảnh; tuy vậy công ty này đã thất bại và phải bán các bằng sáng chế của mình cho Google vào năm 2011.
Phonebloks là ý tưởng đầu tiên về điện thoại thông minh mô đun thu hút được nhiều sự chú ý. Sau đó vào năm 2013, Motorola Mobility, khi đó là một công ty con của Google, đã hé lộ Project Ara, ý tưởng về một chiếc điện thoại thông minh mô đun được lấy cảm hứng từ Phonebloks. Dự án này được Google giữ lại khi hãng bán Motorola cho Lenovo, và tiếp tục được phát triển.
Vào cuối năm 2014, công ty công nghệ khởi nghiệp của Phần Lan là Circular Devices Oy đã công bố dự án PuzzlePhone, với những chiếc điện thoại có thể được cá nhân hóa ở cả mức độ hệ điều hành và phần cứng. Dự án đã nhận được sự hỗ trợ từ Fraunhofer IZM và được dự kiến phát hành vào năm 2015. Tuy nhiên, việc phát hành PuzzlePhone đã bị lùi lại sang năm 2017 do thiếu vốn.

Trong năm 2015, doanh nghiệp xã hội Hà Lan Fairphone đã phát triển chiếc Fairphone 2, chiếc điện thoại thông minh mô đun đầu tiên được phát hành rộng rãi, và được bắt đầu mở bán vào tháng 12 năm đó.

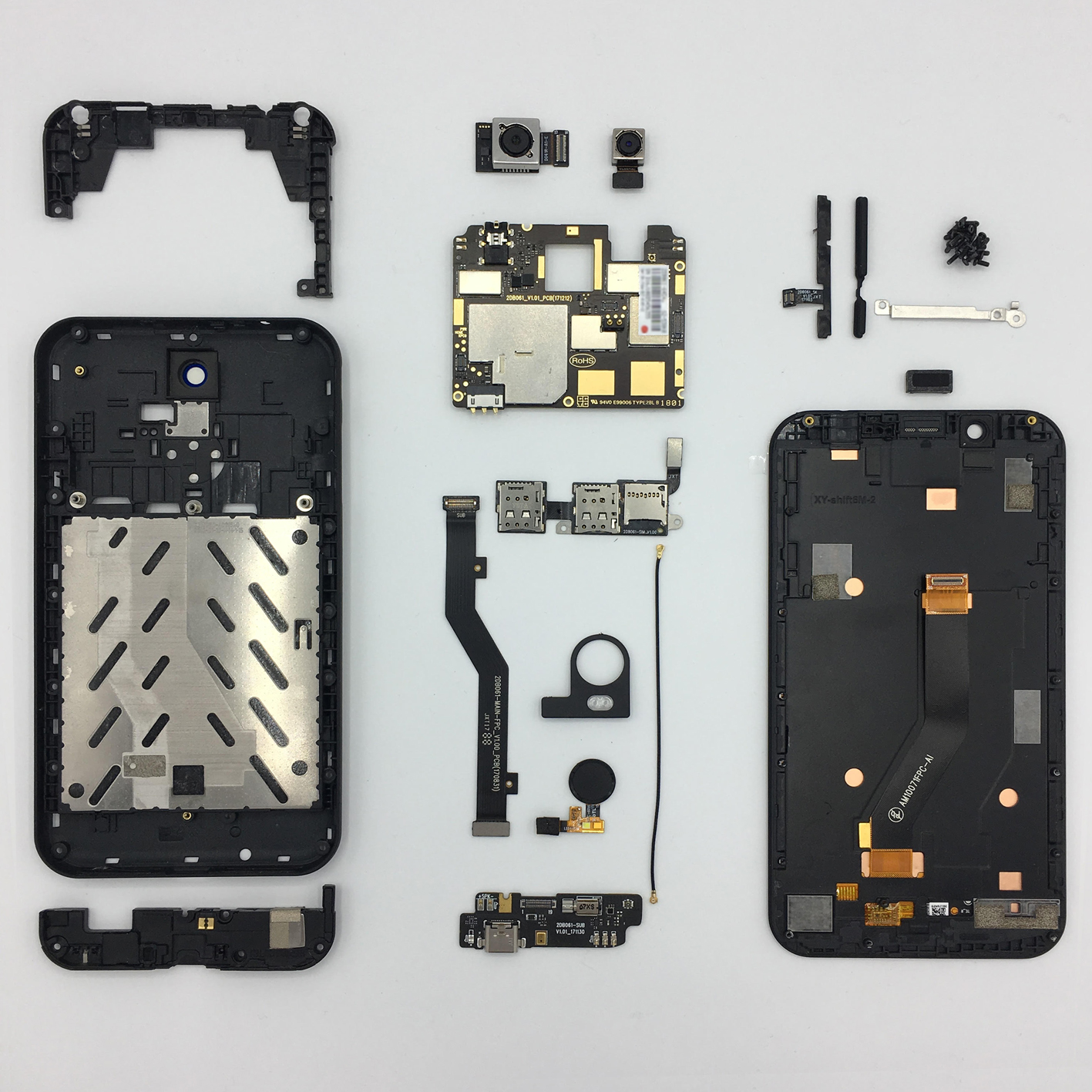
Các bộ phận mô đun của Shift6m

Vào năm 2016, đã có thêm hai nhà sản xuất cho ra mắt các dòng điện thoại với hệ thống phụ kiện mô đun. LG Electronics đã cho ra mắt chiếc điện thoại thông minh LG G5, cho phép gắn các mô đun bên ngoài bằng cách tháo phần "cằm" và pin, và gắn phần pin này vào một phụ kiện sau đó được gắn lại vào máy. LG cũng đã cho ra mắt các phụ kiện tay cầm máy ảnh và cải thiện âm thanh trong buổi ra mắt chiếc điện thoại. Motorola sau đó cũng cho ra mắt chiếc Moto Z, cho phép gắn thêm các phụ kiện dạng vỏ điện thoại có tên là "MotoMods" bằng các cổng nam châm ở phía sau thiết bị và một cổng pogo pin để giao tiếp.
Chiếc Shift6m được phát triển bởi doanh nghiệp xã hội Đức là Shift trong các năm 2016 và 2017. Đây là mẫu điện thoại cao cấp mới nhất của họ và là mẫu điện thoại dễ dàng thay thế được thứ hai trên thị trường kể từ chiếc Fairphone 2.
Tại hội nghị Google I/O vào tháng 5 năm 2015, Google hé lộ một "Phiên bản Nhà phát triển" của Project Ara được dự định phát hành sau đó trong năm, gồm một chiếc điện thoại gốc với các thành phần gắn liền, có thể bổ sung bằng các mô đun đem đến các tính năng mới. Google định phát hành Project Ara cho người tiêu dùng vào năm 2017. Project Ara rốt cuộc đã bị hủy bỏ vào ngày 2 tháng 9 năm 2016.
Vào ngày 17 tháng 1 năm 2017, Facebook đã nộp một bằng sáng chế cho một mẫu thiết kế điện thoại thông minh mô đun, sau đó được công bố vào ngày 20 tháng 7 cùng năm.

## Biến thể
Giống như điện thoại thông minh mô đun, các thiết bị khác như đồng hồ thông minh và các vỏ chức năng (thông minh) cho điện thoại dạng mô đun cũng đã được nghĩ tới. Chiếc đồng hồ thông minh mô đun có tên Blocks sử dụng các mô đun thông minh có dạng các phần nối trong dây đeo tay. Hai công ty sản xuất các vỏ điện thoại thông minh là Nexpaq và Moscase có các thiet kế tương tự như Project Ara (trước đó là Phonebloks) và Moto Z.

## Các thành phần
| Các cụm thành phần được liệt kê bởi PuzzlePhone: | Một số mô đun ví dụ: |  |

| - Xương sống (khung, màn hình và đôi khi là loa) - Bộ não (vi xử lý) - Trái tim (pin và các mô đun khác). | - Bộ theo dõi hoạt động - Cao độ kế - Ăngten - Jack âm thanh | - Pin - Bluetooth - Máy ảnh - Cảm biến vân tay | - GPS - Con quay hồi chuyển - Loa | - Bộ nhớ (RAM và bộ nhớ lưu trữ vĩnh viễn) - Jack video (như HDMI) - WiFi - Các mô đun chuyên dụng cho ứng dụng y khoa |

## Các nền tảng điện thoại mô đun
Hiện tại:
- Moto Z, Moto Z Force, và Moto Z Play bởi Motorola Mobility
- Essential Phone bởi Essential Products
- Fairphone 2 bởi Fairphone
- LG G5 bởi LG
- Shift6m bởi Shift

Đang phát triển:
- PuzzlePhone

Đã ngừng:
- Project Ara bởi Google
- Vsenn bởi Vsenn:[23][24] Công ty này cho biết vào tháng 6 năm 2015: "Vsenn đang nhượng lại công nghệ của mình cho một nhãn hiệu khác. Chúng tôi đã cố gắng tự chủ nhưng không thể chống lại được áp lực về tài chính."[25]
- Phonebloks bởi Phonebloks
- Fonkraft bởi Fonkraft
- Eco-Mobius bởi ZTE[26]